# Альгірдас Шемета
Альгірдас Шемета (лит. Algirdas Šemeta; нар. 23 квітня 1962, Вільнюс, Литва) — бізнес-омбудсмен в Україні з грудня 2014 року. Литовський і європейський політик, двічі міністр фінансів Литви, європейський комісар з бюджету та фінансового планування в 2009–2010, з 9 лютого 2010 до 1 листопада 2014 року — з оподаткування, митного союзу, аудиту та боротьби з шахрайством.

## Біографія
1985 року закінчив економічний факультет Вільнюського університету.
1985—1990 — економіст, молодший науковий співробітник Інституту економіки Литви.
1990—1991 — начальник підрозділу відділу стратегії розвитку економіки Міністерства економіки Литовської Республіки.
1991—1992 — радник, заступник начальника відділу приватизації Управління уряду Литовської Республіки.
1992—1997 — голова Комісії з цінних паперів Литовської Республіки.
1997—1999 — міністр фінансів Литовської Республіки.
1999—1999 — віцепрезидент ЗАТ «Нальшіа».
1999—2001 — урядовий секретар Управління уряду Литовської Республіки.
2001—2008 — генеральний директор Департаменту статистики при Уряді Литовської Республіки.
2008—2009 — міністр фінансів Литовської Республіки.
2009—2010 — член Європейської комісії, відповідальний за фінансове програмування та бюджет. Після обрання європейського комісара Далі Грибаускайте президентом Литви в 2009 році був висунутий на її заміну.
З 9 лютого 2010 до 1 листопада 2014 — член Європейської комісії з питань оподаткування, митниці, статистики, аудиту та боротьби з шахрайством.
10 грудня 2014 року Кабінет Міністрів України з подачі ЄБРР затвердив Альгірдаса Шемету українським бізнес-омбудсменом.
Володіє литовською, англійською та російською мовами.